# 三维目标
三维目标是随着中华人民共和国全日制义务教育课程标准颁布后而产生的一个教育学理论概念，即知识与技能、过程与方法、情感态度与价值观这三个维度的教学目标。